# Głębek
Głębek(także Jezioro Głębokie) – jezioro na Równinie Drawskiej, położone w województwie zachodniopomorskim, w powiecie choszczeńskim, w gminie Bierzwnik o powierzchni 9,46 ha. Maksymalna głębokość jeziora wynosi 10,5 m. Głębek znajduje się na południe od jeziora Ramka Duża.
Zbiornik znajduje się w zlewni Mierzęckiej Strugi.